# Tỉnh (Pháp)
Trong ngữ cảnh về cách phân chia địa chính trị của Pháp và nhiều thuộc địa của Pháp, một tỉnh (tiếng Pháp: département, /depaʁtǝmɑ̃/) là một đơn vị hành chính tương đương với một quận (district) của Anh hay quận (county) của Hoa Kỳ. Hiện nay, Pháp có 96 tỉnh tại Chính quốc Pháp và 5 tỉnh hải ngoại (các tỉnh hải ngoại cũng được xếp loại là đơn vị hành chính vùng). Theo pháp luật tất cả các tỉnh đều là một bộ phận không tách rời của nước Pháp. Các tỉnh được chia nhỏ thành 342 quận (arrondissement).
Từ năm 1790, Pháp được phân chia thành 83 département với ranh giới vắt qua các province cũ nhằm xóa bỏ các khác biệt về văn hóa, được áp dụng sau những năm Cách mạng Pháp.
Hiện nay, theo phân cấp hành chính Pháp có 101 tỉnh.

## Đặc điểm chung
Trong phần lục địa Pháp (Chính quốc Pháp không tính đảo Corse), diện tích trung bình của một tỉnh vào khoảng 5.965 km², gấp hai lần rưỡi diện tích của một hạt nghi lễ của Anh, và hơn ba lần rưỡi dân số trung bình của một quận của Hoa Kỳ.
Theo thống kê vào năm 2001, dân số trung bình của một tỉnh trong phần lục địa Pháp là 511.012 người, gấp 21 lần diện tích trung bình của quận Hoa Kỳ, nhưng chưa bằng hai phần ba dân số trung bình của một quận nghi thức tại Anh.
Tỉnh lỵ (chef-lieu de département) là thủ phủ hoặc là nơi đặt cơ quan chính quyền tỉnh, thường nằm ở khu vực giữa tỉnh. Khu vực này được xác định theo thời gian đi ngựa từ ngoại vi của tỉnh. Điều này là để cho mọi người đều có thể đi ngựa từ mọi xã đến tỉnh lỵ trong vòng 24 giờ.

## Vai trò hành chính

Chính đảng của chủ tịch hội đồng địa phương sau cuộc bầu cử địa phương năm 2008. Những từ viết tắt các đảng phái, "PS" là Đảng Xã hội. "Divers gauche", "centre" và "droite", có nghĩa là "các đảng cánh tả", "trung lập" và "cánh hữu". "Nouveau Centre" là đảng "Tân Trung lập".

Cấu trúc hành chính của Pháp

Mỗi département do một hội đồng tỉnh (conseil général) và người đứng đầu hội đồng điều hành. Hội đồng tỉnh được bầu sáu năm một lần theo phương thức phổ thông đầu phiếu. Từ năm 1982, người đứng đầu hội đồng là chủ tịch của hội đồng (trước đó do tỉnh trưởng, người đại diện của chính phủ trung ương tại tỉnh, đứng đầu).
Người đại diện của chính phủ quốc gia Pháp tại tỉnh là tỉnh trưởng (préfet) được (Tổng thống hoặc Thủ tướng) bổ nhiệm. Tỉnh trưởng được sự hỗ trợ từ một hoặc nhiều quận trưởng ở các quận lị bên ngoài thủ phủ của tỉnh.
Trung tâm hành chính của một tỉnh được gọi là préfecture hay chef-lieu de département (tỉnh lỵ). Một tỉnh được chia nhỏ thành từ một đến bảy quận. Thủ phủ của quận được gọi là quận lị (sous-préfecture]]). Viên chức chịu trách nhiệm tại mỗi quận được gọi là sous-préfet (quận trưởng).
Các tỉnh còn được chia thành các đơn vị nhỏ hơn là xã (commune), do hội đồng xã điều hành. Vào năm 1999 Pháp có 36.779 xã.
Phần lớn các tỉnh có diện tích vào khoảng từ 4.000 đến 8.000 km², và dân số vào khoảng từ 250.000 đến một triệu người. Tỉnh lớn nhất là tỉnh Gironde (10.000 km²), còn tỉnh nhỏ nhất là thành phố Paris (105 km²). Tỉnh đông dân nhất là tỉnh Nord (2.550.000 người) và ít dân nhất là tỉnh Lozère (74.000 người). Xem thêm: Danh sách các tỉnh của Pháp theo dân số
Các tỉnh đều được đánh số thứ tự, con số này gồm hai chữ số xuất hiện trong mã bưu chính, các mã INSEE (bao gồm "số an sinh xã hội") và trên bảng số xe cũ (đã được thay bằng mô hình đánh số mới vào tháng 1 năm 2009). Ban đầu, những con số này có liên quan đến thứ tự ABC từ tên của các tỉnh, nhưng một số tỉnh đổi tên, do đó sự liên hệ này dần trở nên không còn chính xác.
Không có tỉnh số 20, mà thay vào đó là 2A và 2B, dành cho Corse. Tuy nhiên, mã bưu chính và mã địa chỉ của Corse trong cả hai tỉnh đều bắt đầu bằng số 20. Mã hai chữ số "98" do Monaco sử dụng. Cùng với mã quốc gia FR theo chuẩn ISO 3166-1 alpha-2, những con số này cấu thành mã đơn vị hành chính trong quốc gia ISO 3166-2 dành cho các tỉnh ở lục địa. Các tỉnh hải ngoại lấy hai ký tự từ mã ISO 3166-2, như 971 cho Guadeloupe (xem bảng ở dưới).

## Lịch sử

Tỉnh vào thời Napoleon

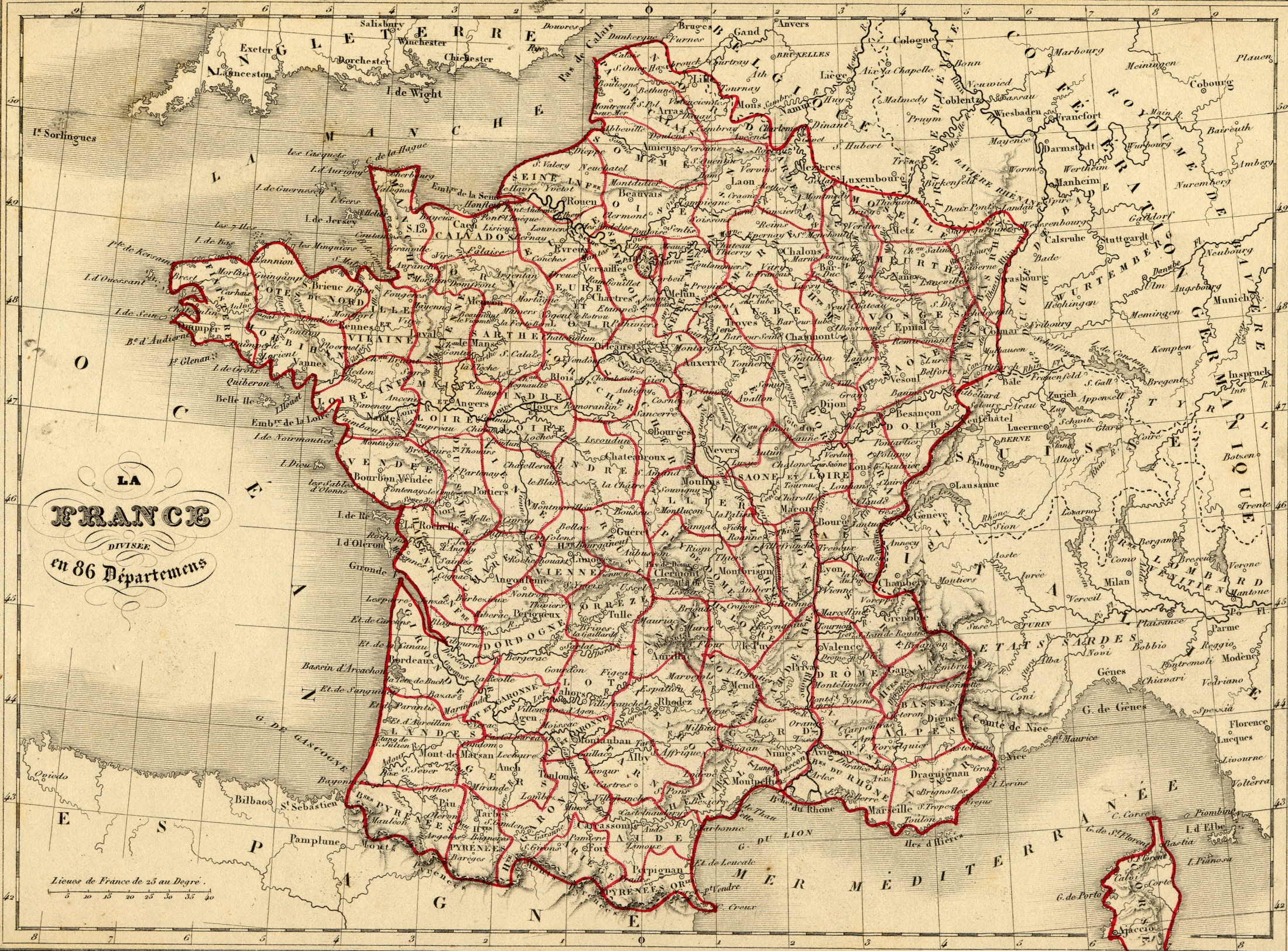
Vào năm 1843, Pháp có 86 tỉnh; Alsace và Lorraine là của Pháp, nhưng Nice và Savoy chưa được sáp nhập.

Đơn vị hành chính département được Hội đồng Lập hiến quy định để thay thế cho đơn vị hành chính province cũ với cấu trúc hợp lý hơn. Chúng cũng được thiết kế để cố ý phá vỡ các khu vực có tính lịch sử của Pháp nhằm xóa bỏ các khác biệt về văn hóa và xây dựng một quốc gia đồng nhất hơn. Đa số các tỉnh được đặt tên theo một hoặc nhiều con sông chính của khu vực hoặc một đặc điểm bên ngoài nào đó.
Số lượng các tỉnh, ban đầu có 83 tỉnh, đã tăng lên thành 130 tỉnh vào năm 1810 với sự mở rộng lãnh thổ của nước Cộng hòa và Đế quốc (xem Tỉnh (Hà Lan) để xem các tỉnh Hà Lan bị sáp nhập). Sau khi Napoleon bị đánh bại vào 1814-1815, số lượng tỉnh giảm xuống còn 86 tỉnh. Hội nghị Wien đưa nước Pháp trở về với diện tích như trước chiến tranh; tổng số tỉnh là 86 do có ba tỉnh cũ đã chia tách. Vào năm 1860, Pháp giành được Comté de Nice và Savoy, dẫn đến tạo thêm 3 tỉnh mới. Hai tỉnh được thành lập từ lãnh thổ Savoyard mới, còn tỉnh Alpes-Maritimes được tạo từ Nice và một phần của tỉnh Var. 89 tỉnh này được gán số thứ tự dựa trên thứ tự ABC của chúng.
Ba tỉnh trong vùng Alsace-Lorraine (Haut-Rhin, Bas-Rhin, và Moselle) bị nhượng cho Đế quốc Đức vào năm 1871, sau khi Pháp bị đánh bại trong Chiến tranh Pháp-Phổ. Một phần nhỏ của tỉnh Haut-Rhin, có tên Territoire de Belfort, bị tách rời khỏi phần còn lại của Alsace-Lorraine và nước Pháp.
Vào năm 1919, sau Thế chiến I, Pháp lấy lại Alsace-Lorraine. Territoire de Belfort không được tái sáp nhập vào Haut-Rhin, mà trở thành một tỉnh đầy đủ vào năm 1922, trở thành tỉnh thứ 90 của nước Pháp.
Việc tái tổ chức lại vùng Paris (1968) và phân chia Corse (1975) đã bổ sung thêm sáu tỉnh, đưa số tỉnh lên 100 tỉnh. Những tỉnh mới này bao gồm tỉnh hải ngoại Guyane (Guyane thuộc Pháp) ở Nam Mỹ, Guadeloupe và Martinique ở Quần đảo Antilles nhỏ, Réunion và Mayotte ở Ấn Độ Dương.

## Bản đồ và danh sách các tỉnh

### Các vùng và tỉnh của Pháp
| Mã INSEE | Huy hiệu1               | Tỉnh                    | Tỉnh lỵ              |
| -------- | ----------------------- | ----------------------- | -------------------- |
| 01       | Huy hiệu của tỉnh 01    | Ain                     | Bourg-en-Bresse      |
| 02       | Huy hiệu của tỉnh 02    | Aisne                   | Laon                 |
| 03       | Huy hiệu của tỉnh 03    | Allier                  | Moulins              |
| 04       | Huy hiệu của tỉnh 04    | Alpes-de-Haute-Provence | Digne-les-Bains      |
| 05       | Huy hiệu của tỉnh 05    | Hautes-Alpes            | Gap                  |
| 06       | Huy hiệu của tỉnh 06    | Alpes-Maritimes         | Nice                 |
| 07       | Huy hiệu của tỉnh 07    | Ardèche                 | Privas               |
| 08       | Huy hiệu của tỉnh 08    | Ardennes                | Charleville-Mézières |
| 09       | Huy hiệu của tỉnh 09    | Ariège                  | Foix                 |
| 10       | Huy hiệu của tỉnh 10    | Aube                    | Troyes               |
| 11       | Huy hiệu của tỉnh 11    | Aude                    | Carcassonne          |
| 12       | Huy hiệu của tỉnh 12    | Aveyron                 | Rodez                |
| 13       | Huy hiệu của tỉnh 13    | Bouches-du-Rhône        | Marseille            |
| 14       | Huy hiệu của tỉnh 14    | Calvados                | Caen                 |
| 15       | Huy hiệu của tỉnh 15    | Cantal                  | Aurillac             |
| 16       | Huy hiệu của tỉnh 16    | Charente                | Angoulême            |
| 17       | Huy hiệu của tỉnh 17    | Charente-Maritime       | La Rochelle          |
| 18       | Huy hiệu của tỉnh 18    | Cher                    | Bourges              |
| 19       | Huy hiệu của tỉnh 19    | Corrèze                 | Tulle                |
| 2A       | Huy hiệu của Corse      | Corse-du-Sud            | Ajaccio              |
| 2B       | Huy hiệu của Corse      | Haute-Corse             | Bastia               |
| 21       | Huy hiệu của tỉnh 21    | Côte-d'Or               | Dijon                |
| 22       | Huy hiệu của tỉnh 22    | Côtes-d'Armor           | Saint-Brieuc         |
| 23       | Huy hiệu của tỉnh 23    | Creuse                  | Guéret               |
| 24       | Huy hiệu của tỉnh 24    | Dordogne                | Périgueux            |
| 25       | Huy hiệu của tỉnh 25    | Doubs                   | Besançon             |
| 26       | Huy hiệu của tỉnh 26    | Drôme                   | Valence              |
| 27       | Huy hiệu của tỉnh 27    | Eure                    | Évreux               |
| 28       | Huy hiệu của tỉnh 28    | Eure-et-Loir            | Chartres             |
| 29       | Huy hiệu của tỉnh 29    | Finistère               | Quimper              |
| 30       | Huy hiệu của tỉnh 30    | Gard                    | Nîmes                |
| 31       | Huy hiệu của tỉnh 31    | Haute-Garonne           | Toulouse             |
| 32       | Huy hiệu của tỉnh 32    | Gers                    | Auch                 |
| 33       | Huy hiệu của tỉnh 33    | Gironde                 | Bordeaux             |
| 34       | Huy hiệu của tỉnh 34    | Hérault                 | Montpellier          |
| 35       | Huy hiệu của tỉnh 35    | Ille-et-Vilaine         | Rennes               |
| 36       | Huy hiệu của tỉnh 36    | Indre                   | Châteauroux          |
| 37       | Huy hiệu của tỉnh 37    | Indre-et-Loire          | Tours                |
| 38       | Huy hiệu của tỉnh 38    | Isère                   | Grenoble             |
| 39       | Huy hiệu của tỉnh 39    | Jura                    | Lons-le-Saunier      |
| 40       | Huy hiệu của tỉnh 40    | Landes                  | Mont-de-Marsan       |
| 41       | Huy hiệu của tỉnh 41    | Loir-et-Cher            | Blois                |
| 42       | Huy hiệu của tỉnh 42    | Loire                   | Saint-Étienne        |
| 43       | Huy hiệu của tỉnh 43    | Haute-Loire             | Le Puy-en-Velay      |
| 44       | Huy hiệu của tỉnh 44    | Loire-Atlantique        | Nantes               |
| 45       | Huy hiệu của tỉnh 45    | Loiret                  | Orléans              |
| 46       | Huy hiệu của tỉnh 46    | Lot                     | Cahors               |
| 47       | Huy hiệu của tỉnh 47    | Lot-et-Garonne          | Agen                 |
| 48       | Huy hiệu của tỉnh 48    | Lozère                  | Mende                |
| 49       | Huy hiệu của tỉnh 49    | Maine-et-Loire          | Angers               |
| 50       | Huy hiệu của tỉnh 50    | Manche                  | Saint-Lô             |
| 51       | Huy hiệu của tỉnh 51    | Marne                   | Châlons-en-Champagne |
| 52       | Huy hiệu của tỉnh 52    | Haute-Marne             | Chaumont             |
| 53       | Huy hiệu của tỉnh 53    | Mayenne                 | Laval                |
| 54       | Huy hiệu của tỉnh 54    | Meurthe-et-Moselle      | Nancy                |
| 55       | Huy hiệu của tỉnh 55    | Meuse                   | Bar-le-Duc           |
| 56       | Huy hiệu của tỉnh 56    | Morbihan                | Vannes               |
| 57       | Huy hiệu của tỉnh 57    | Moselle                 | Metz                 |
| 58       | Huy hiệu của tỉnh 58    | Nièvre                  | Nevers               |
| 59       | Huy hiệu của tỉnh 59    | Nord                    | Lille                |
| 60       | Huy hiệu của tỉnh 60    | Oise                    | Beauvais             |
| 61       | Huy hiệu của tỉnh 61    | Orne                    | Alençon              |
| 62       | Huy hiệu của tỉnh 62    | Pas-de-Calais           | Arras                |
| 63       | Huy hiệu của tỉnh 63    | Puy-de-Dôme             | Clermont-Ferrand     |
| 64       | Huy hiệu của tỉnh 64    | Pyrénées-Atlantiques    | Pau                  |
| 65       | Huy hiệu của tỉnh 65    | Hautes-Pyrénées         | Tarbes               |
| 66       | Huy hiệu của tỉnh 66    | Pyrénées-Orientales     | Perpignan            |
| 67       | Huy hiệu của tỉnh 67    | Bas-Rhin                | Strasbourg           |
| 68       | Huy hiệu của tỉnh 68    | Haut-Rhin               | Colmar               |
| 69       | Huy hiệu của tỉnh 69    | Rhône                   | Lyon                 |
| 70       | Huy hiệu của tỉnh 70    | Haute-Saône             | Vesoul               |
| 71       | Huy hiệu của tỉnh 71    | Saône-et-Loire          | Mâcon                |
| 72       | Huy hiệu của tỉnh 72    | Sarthe                  | Le Mans              |
| 73       | Huy hiệu của tỉnh 73    | Savoie                  | Chambéry             |
| 74       | Huy hiệu của tỉnh 74    | Haute-Savoie            | Annecy               |
| 75       | Huy hiệu của tỉnh 75    | Paris²                  | Paris                |
| 76       | Huy hiệu của tỉnh 76    | Seine-Maritime          | Rouen                |
| 77       | Huy hiệu của tỉnh 77    | Seine-et-Marne          | Melun                |
| 78       | Huy hiệu của tỉnh 78    | Yvelines³               | Versailles           |
| 79       | Huy hiệu của tỉnh 79    | Deux-Sèvres             | Niort                |
| 80       | Huy hiệu của tỉnh 80    | Somme                   | Amiens               |
| 81       | Huy hiệu của tỉnh 81    | Tarn                    | Albi                 |
| 82       | Huy hiệu của tỉnh 82    | Tarn-et-Garonne         | Montauban            |
| 83       | Huy hiệu của tỉnh 83    | Var                     | Toulon               |
| 84       | Huy hiệu của tỉnh 84    | Vaucluse                | Avignon              |
| 85       | Huy hiệu của tỉnh 85    | Vendée                  | La Roche-sur-Yon     |
| 86       | Huy hiệu của tỉnh 86    | Vienne                  | Poitiers             |
| 87       | Huy hiệu của tỉnh 87    | Haute-Vienne            | Limoges              |
| 88       | Huy hiệu của tỉnh 88    | Vosges                  | Épinal               |
| 89       | Huy hiệu của tỉnh 89    | Yonne                   | Auxerre              |
| 90       | Huy hiệu của tỉnh 90    | Territoire de Belfort   | Belfort              |
| 91       | Huy hiệu của tỉnh 91    | Essonne4                | Évry                 |
| 92       | Huy hiệu của tỉnh 92    | Hauts-de-Seine5         | Nanterre             |
| 93       | Huy hiệu của tỉnh 93    | Seine-Saint-Denis6      | Bobigny              |
| 94       | Huy hiệu của tỉnh 94    | Val-de-Marne            | Créteil              |
| 95       | Huy hiệu của tỉnh 95    | Val-d'Oise              | Cergy/Pontoise7      |
| 971      | Huy hiệu của Guadeloupe | Guadeloupe12            | Basse-Terre          |
| 972      | Huy hiệu của Martinique | Martinique12            | Fort-de-France       |
| 973      | Huy hiệu của Guyane     | Guyane12                | Cayenne              |
| 974      | Huy hiệu của Réunion    | La Réunion12            | Saint-Denis          |

Ghi chú:
1. Phần lớn các huy hiệu là không chính thức.
2. Số thứ tự 75 trước đây là của Seine
3. Số thứ tự 78 trước đây là của Seine-et-Oise
4. Số thứ tự 91 trước đây là của Alger, ở Algerie thuộc Pháp
5. Số thứ tự 92 trước đây là của Oran, ở Algerie thuộc Pháp
6. Số thứ tự 93 trước đây là của Constantine, ở Algerie thuộc Pháp
7. Số thứ tự 975 trước đây là của Saint-Pierre-et-Miquelon
8. Số thứ tự 976 trước đây là của Mayotte
9. Số thứ tự 977 trước đây là của Saint-Barthélémy
10. Số thứ tự 978 trước đây là của Saint-Martin
11. Tỉnh Val-d'Oise được thành lập tại Pontoise khi tạo ra tỉnh này, nhưng đã được di chuyển trên thực tế sang xã Cergy bên cạnh; hiện nay, cả hai tạo thành đô thị mới (ville nouvelle) mang tên Cergy-Pontoise.
12. Các tỉnh hải ngoại là những thuộc địa cũ bên ngoài nước Pháp hiện nay được hưởng vị thế y như metropolitan (vùng lục địa) của Pháp. Chúng là một phần của nước Pháp và Liên minh châu Âu, mặc dù có những quy định đặc biệt của EU áp dụng cho chúng. Mỗi tỉnh này cũng là một vùng.

## Các tỉnh cũ

### Trên lãnh thổ hiện nay của Pháp
| Tỉnh                     | Tỉnh lỵ      | Thời gian tồn tại | Ghi chú |
| ------------------------ | ------------ | ----------------- | --- |
| Rhône-et-Loire           | Lyon         | 1790–1793         | Tách thành Rhône và Loire vào ngày 12 tháng 8 năm 1793. |
| Corse                    | Bastia       | 1790–1793         | Tách thành Golo và Liamone. |
| Golo                     | Bastia       | 1793–1811         | Hợp nhất với Liamone thành Corse. |
| Liamone                  | Ajaccio      | 1793–1811         | Hợp nhất với Golo thành Corse. |
| Mont-Blanc               | Chambéry     | 1792–1815         | Được hình thành từ một phần của Đất công tước Savoy, một lãnh thổ của Vương quốc Piedmont-Sardegna và được khôi phục thành Piedmont-Sardegna sau thất bại của Napoleon. Tỉnh này gần như tương ứng với hai tỉnh hiện nay là Savoie và Haute-Savoie.     |
| Léman                    | Geneva       | 1798–1814         | Hình thành khi Cộng hòa Geneva được sáp nhập vào Đệ nhất Đế quốc Pháp. Léman trở thành tổng của Thụy Sĩ có tên Cộng hòa và Tổng Geneva. Tỉnh này tương ứng với tổng của Thụy Sĩ hiện nay và các phần của các tỉnh Pháp hiện nay là Ain và Haute-Savoie. |
| Meurthe                  | Nancy        | 1790–1871         | Meurthe không tồn tại sau sự sáp nhập của Alsace-Lorraine vào Đế quốc Đức vào năm 1871 và cũng không được tạo lại sau khi tỉnh này được Pháp thu hồi lại sau Hòa ước Versailles.                                                                        |
| Seine                    | Paris        | 1790–1967         | Vào ngày 1 tháng 1 năm 1968, Seine được tách thành bốn tỉnh mới: Paris, Hauts-de-Seine, Seine-Saint-Denis và Val-de-Marne, trong quá trình đó có lấy thêm một phần đất của Seine-et-Oise.                                                               |
| Seine-et-Oise            | Versailles   | 1790–1967         | Vào ngày 1 tháng 1 năm 1968, Seine-et-Oise được tách thành ba tỉnh mới: Yvelines, Val-d'Oise và Essonne, trong quá trình đó có một phần đất được chuyển qua Seine.                                                                                      |
| Corse                    | Ajaccio      | 1811–1975         | Vào ngày 15 tháng 9 năm 1975, Corse được tách làm hai, tạo ra Corse-du-Sud và Haute-Corse. |
| Saint-Pierre-et-Miquelon | Saint-Pierre | 1976–1985         | Saint-Pierre-et-Miquelon từng là một tỉnh hải ngoại từ năm 1976 cho đến khi nó được chuyển thành cộng đồng hải ngoại vào ngày 11 tháng 6 năm 1985. |

#### Thay đổi tên gọi
Một số tỉnh đã đổi tên, và đa số trường hợp là bỏ đi các tên như "hạ" hay "nội":
| Tên cũ              | Tên mới                 | Ngày thay đổi |
| ------------------- | ----------------------- | ------------- |
| Mayenne-et-Loire    | Maine-et-Loire          | 1791          |
| Bec-d'Ambès         | Gironde                 | 1795          |
| Charente-Inférieure | Charente-Maritime       | 1941          |
| Seine-Inférieure    | Seine-Maritime          | 1955          |
| Loire-Inférieure    | Loire-Atlantique        | 1957          |
| Basses-Pyrénées     | Pyrénées-Atlantiques    | 1969          |
| Basses-Alpes        | Alpes-de-Haute-Provence | 1970          |
| Côtes-du-Nord       | Côtes-d'Armor           | 1990          |

### Algérie thuộc Pháp

Huy hiệu của Algérie thuộc Pháp

#### Trước năm 1957
| Số thứ tự | Tỉnh        | Tỉnh lỵ     | Thời gian tồn tại |
| --------- | ----------- | ----------- | ----------------- |
| 91        | Alger       | Algiers     | (1848–1957)       |
| 92        | Oran        | Oran        | (1848–1957)       |
| 93        | Constantine | Constantine | (1848–1957)       |
| –         | Bône        | Annaba      | (1955–1957)       |

#### 1957–1962
| Số thứ tự | Tỉnh         | Tỉnh lỵ          | Thời gian tồn tại |
| --------- | ------------ | ---------------- | ----------------- |
| 8A        | Oasis        | Ouargla          | (1957–1962)       |
| 8B        | Saoura       | Bechar           | (1957–1962)       |
| 9A        | Alger        | Algiers          | (1957–1962)       |
| 9B        | Batna        | Batna            | (1957–1962)       |
| 9C        | Bône         | Annaba           | (1955–1962)       |
| 9D        | Constantine  | Constantine      | (1957–1962)       |
| 9E        | Médéa        | Medea            | (1957–1962)       |
| 9F        | Mostaganem   | Mostaganem       | (1957–1962)       |
| 9G        | Oran         | Oran             | (1957–1962)       |
| 9H        | Orléansville | Chlef            | (1957–1962)       |
| 9J        | Sétif        | Setif            | (1957–1962)       |
| 9K        | Tiaret       | Tiaret           | (1957–1962)       |
| 9L        | Tizi-Ouzou   | Tizi Ouzou       | (1957–1962)       |
| 9M        | Tlemcen      | Tlemcen          | (1957–1962)       |
| 9N        | Aumale       | Sour el Ghozlane | (1958–1959)       |
| 9P        | Bougie       | Bejaia           | (1958–1962)       |
| 9R        | Saïda        | Saïda            | (1958–1962)       |

### Thuộc địa cũ của Pháp
| Tỉnh                     | Vị trí hiện tại                                    | Thời gian tồn tại |
| ------------------------ | -------------------------------------------------- | ----------------- |
| Département du Sud       | Hispaniola · ( Cộng hòa Dominica và Haiti)         | 1795–1800         |
| Département de l'Inganne | Hispaniola · ( Cộng hòa Dominica và Haiti)         | 1795–1800         |
| Département du Nord      | Hispaniola · ( Cộng hòa Dominica và Haiti)         | 1795–1800         |
| Département de l'Ouest   | Hispaniola · ( Cộng hòa Dominica và Haiti)         | 1795–1800         |
| Département de Samana    | Hispaniola · ( Cộng hòa Dominica và Haiti)         | 1795–1800         |
| Sainte-Lucie             | Saint Lucia, Tobago                                | 1795–1800         |
| Île de France            | Mauritius, Rodrigues, Seychelles                   | 1795–1800         |
| Indes-Orientales         | Pondichery, Karikal, Yanaon, Mahe và Chandernagore | 1795–1800         |

### Đế quốc thời Napoleon
Có một số tỉnh cũ trong vùng lãnh thổ do Pháp chinh phạt trong Cách mạng Pháp và Đế quốc Napoleon hiện nay không thuộc Pháp:
| Tỉnh                         | Tỉnh lỵ (tên Pháp) | Tỉnh lỵ (tên hiện nay) | Vị trí hiện tại¹                                  | Vị trí khi đó² | Thời gian tồn tại |
| ---------------------------- | ------------------ | ---------------------- | ------------------------------------------------- | --- | ----------------- |
| Mont-Terrible                | Porrentruy         | Porrentruy             | Thụy Sĩ                                           | Đế chế La Mã thần thánh: - Địa phận Giám mục Basel³ | 1793–1800         |
| Corcyre                      | Corfou             | Kérkyra                | Hy Lạp                                            | Cộng hòa Venezia4 | 1797–1799         |
| Ithaque                      | Argostoli          | Argostoli              | Hy Lạp                                            | Cộng hòa Venezia4 | 1797–1798         |
| Mer-Égée                     | Zante              | (Zakynthos)            | Hy Lạp                                            | Cộng hòa Venezia4 | 1797–1798         |
| Dyle                         | Bruxelles          | Bruxelles              | Bỉ                                                | Hà Lan thuộc Áo: - Đất công tước Brabant - Đất bá tước Hainaut | 1795–1814         |
| Escaut                       | Gand               | Gand                   | Bỉ · Hà Lan                                       | Hà Lan thuộc Áo: - Đất bá tước Flanders Cộng hòa Hà Lan: - Hợp chúng quốc Zeelandic Flanders | 1795–1814         |
| Forêts                       | Luxembourg         | Luxembourg             | Luxembourg · Bỉ · Đức                             | Hà Lan thuộc Áo: - Đất công tước Bouillon - Đất công tước Luxembourg | 1795–1814         |
| Jemmape                      | Mons               | Mons                   | Bỉ                                                | Hà Lan thuộc Áo: - Đất bá tước Hainaut - Đất của Tournai - Đất bá tước Namur Đế chế La Mã thần thánh: - Huy hiệu của Địa phận Giám mục Liège Địa phận Giám mục Liège | 1795–1814         |
| Lys                          | Bruges             | Bruges                 | Bỉ                                                | Hà Lan thuộc Áo: - Đất bá tước Flanders | 1795–1814         |
| Meuse-Inférieure             | Maëstricht         | Maastricht             | Bỉ · Hà Lan                                       | Hà Lan thuộc Áo: - Thượng Guelders của Áo - Đất công tước Limburg Cộng hòa Hà Lan: - Thượng Guelders của Hà Lan - Limburg của thành bang Đế chế La Mã thần thánh: - Huy hiệu của Địa phận Giám mục Liège Địa phận Giám mục Liège: - Đất bá tước Horne - Đất bá tước Loon - Tu viện Đế quốc của Thorn Maastricht5 | 1795–1814         |
| Deux-Nèthes                  | Anvers             | Antwerpen              | Bỉ                                                | Hà Lan thuộc Áo: - Đất công tước Brabant Cộng hòa Hà Lan: - Brabant của thành bang (sau 1810) | 1795–1814         |
| Ourthe                       | Liège              | Liège                  | Bỉ · Đức                                          | Hà Lan thuộc Áo: - Đất công tước Brabant - Đất công tước Limburg - Đất công tước Luxembourg - Đất bá tước Namur Đế chế La Mã thần thánh: - Huy hiệu của Địa phận Giám mục Liège Địa phận Giám mục Liège - Tu viện Đế quốc của Stavelot-Malmedy                                                                   | 1795–1814         |
| Sambre-et-Meuse              | Namur              | Namur                  | Bỉ                                                | Hà Lan thuộc Áo: - Đất công tước Brabant - Đất công tước Luxembourg Đế chế La Mã thần thánh: - Huy hiệu của Địa phận Giám mục Liège Địa phận Giám mục Liège | 1795–1814         |
| Mont-Tonnerre                | Mayence            | Mainz                  | Đức                                               | Đế chế La Mã thần thánh: - Địa phận Tổng Giám mục Mainz - Lãnh địa Sứ quân Bầu cử - Địa phận Giám mục Speyer | 1801–1814         |
| Rhin-et-Moselle              | Coblence           | Koblenz                | Đức                                               | Đế chế La Mã thần thánh: - Địa phận Tổng Giám mục Köln - Lãnh địa Sứ quân Bầu cử - Địa phận Tổng Giám mục Trier | 1801–1814         |
| Roer                         | Aix-la-Chapelle    | Aachen                 | Đức · Hà Lan                                      | Đế chế La Mã thần thánh: - Thành phố Tự do Đế quốc của Aachen - Địa phận Tổng Giám mục Cologne - Lãnh địa Sứ quân Bầu cử: - Đất đại công tước Berg - Đất công tước Jülich - Vương quốc Phổ: - Guelders thuộc Phổ - Thành phố Tự do Đế quốc của Wesel (sau 1805)                                                  | 1801–1814         |
| Sarre                        | Trèves             | Trier                  | Bỉ · Đức                                          | Đế chế La Mã thần thánh: - Lãnh địa Sứ quân Bầu cử: - Đất bá tước Veldenz - Đất công tước Zweibrücken - Địa phận Tổng Giám mục Trier | 1801–1814         |
| Doire                        | Ivrée              | Ivrea                  | Ý                                                 | Vương quốc Piedmont-Sardegna - Đất công tước Savoy | 1802–1814         |
| Marengo                      | Alexandrie         | Alessandria            | Ý                                                 | Vương quốc Piedmont-Sardegna - Đất công tước Savoy | 1802–1814         |
| Pô                           | Torino             | Torino                 | Ý                                                 | Vương quốc Piedmont-Sardegna - Đất công tước Savoy | 1802–1814         |
| Sésia                        | Verceil            | Vercelli               | Ý                                                 | Vương quốc Piedmont-Sardegna - Đất công tước Savoy | 1802–1814         |
| Stura                        | Coni               | Cuneo                  | Ý                                                 | Vương quốc Piedmont-Sardegna - Đất công tước Savoy | 1802–1814         |
| Tanaro6                      | Asti               | Asti                   | Ý                                                 | Vương quốc Piedmont-Sardegna - Đất công tước Savoy | 1802–1805         |
| Apennins                     | Chiavari           | Chiavari               | Ý                                                 | Cộng hòa Genoa7 | 1805–1814         |
| Gênes                        | Gênes              | Genova                 | Ý                                                 | Cộng hòa Genoa7 | 1805–1814         |
| Montenotte                   | Savone             | Savona                 | Ý                                                 | Cộng hòa Genoa7 | 1805–1814         |
| Arno                         | Florence           | Florence               | Ý                                                 | Đất đại công tước Tuscany8 | 1808–1814         |
| Méditerranée                 | Livourne           | Livorno                | Ý                                                 | Đất đại công tước Tuscany8 | 1808–1814         |
| Ombrone                      | Sienne             | Siena                  | Ý                                                 | Đất đại công tước Tuscany8 | 1808–1814         |
| Taro                         | Parme              | Parma                  | Ý                                                 | Đế chế La Mã thần thánh: - Đất công tước Parma & Piacenza9 | 1808–1814         |
| Rome10                       | Roma               | Roma                   | Ý                                                 | Nước Giáo hoàng | 1809–1814         |
| Trasimène                    | Spolète            | Spoleto                | Ý                                                 | Nước Giáo hoàng | 1809–1814         |
| Bouches-du-Rhin              | Bois-le-Duc        | 's-Hertogenbosch       | Hà Lan                                            | Cộng hòa Hà Lan11: - Batavian Brabant (Brabant của thành bang) - Guelders thuộc Hà Lan | 1810–1814         |
| Bouches-de-l'Escaut          | Middelbourg        | Middelburg             | Hà Lan                                            | Cộng hòa Hà Lan11: - Đất bá tước Zeeland | 1810–1814         |
| Simplon                      | Sion               | Sion                   | Thụy Sĩ                                           | République des Sept Dizains12 | 1810–1814         |
| Bouches-de-la-Meuse          | La Haye            | Den Haag               | Hà Lan                                            | Cộng hòa Hà Lan11: - Đất bá tước Holland | 1811–1814         |
| Bouches-de-l'Yssel           | Zwolle             | Zwolle                 | Hà Lan                                            | Cộng hòa Hà Lan11: - Overijssel | 1811–1814         |
| Ems-Occidental               | Groningue          | Groningen              | Hà Lan · Đức                                      | Cộng hòa Hà Lan11: - Thượng Guelders của Hà Lan | 1811–1814         |
| Ems-Oriental                 | Aurich             | Aurich                 | Đức                                               | Đế chế La Mã thần thánh: - Vương quốc Phổ: - Đất bá tước Đông Frisia11 | 1811–1814         |
| Frise                        | Leuwarden          | Leeuwarden             | Hà Lan                                            | Cộng hòa Hà Lan11: - Friesland | 1811–1814         |
| Yssel-Supérieur              | Arnhem             | Arnhem                 | Hà Lan                                            | Cộng hòa Hà Lan11: - Thượng Guelders thuộc Hà Lan | 1811–1814         |
| Zuyderzée                    | Amsterdam          | Amsterdam              | Hà Lan                                            | Cộng hòa Hà Lan11: - Đất bá tước Holland - Gia trang Utrecht | 1811–1814         |
| Bouches-de-l'Elbe            | Hambourg           | Hamburg                | Đức                                               | Đế chế La Mã thần thánh: - Thành phố Hanseatic Tự do của Hamburg - Khu bầu cử Hanover - Đất công tước Holstein - Thành phố Hanseatic Tự do của Lübeck | 1811–1814         |
| Bouches-du-Weser             | Brême              | Bremen                 | Đức                                               | Đế chế La Mã thần thánh: - Thành phố Hanseatic Tự do của Bremen - Khu bầu cử Hanover - Đất công tước Oldenburg | 1811–1814         |
| Ems-Supérieur                | Osnabrück          | Osnabrück              | Đức                                               | Đế chế La Mã thần thánh: - Khu bầu cử Hanover - Địa phận Giám mục Osnabrück - Vương quốc Phổ: - xã và Đất bá tước Lingen - Lãnh địa Minden - Đất bá tước Ravensberg | 1811–1814         |
| Lippe12                      | Munster            | Münster                | Đức                                               | Đế chế La Mã thần thánh: - Địa phận Giám mục Münster - Lãnh địa Sứ quân Bầu cử: - Đất đại công tước Berg | 1811–1814         |
| Bouches-de-l'Èbre            | Lérida             | Lleida                 | Tây Ban Nha                                       | Vương quốc Tây Ban Nha: - Catalonia | 1812–1813         |
| Montserrat                   | Barcelone          | Barcelona              | Tây Ban Nha                                       | Vương quốc Tây Ban Nha: - Catalonia | 1812–1813         |
| Sègre                        | Puigcerda          | Puigcerdà              | Tây Ban Nha                                       | Vương quốc Tây Ban Nha: - Catalonia | 1812–1813         |
| Ter                          | Gérone             | Girona                 | Tây Ban Nha                                       | Vương quốc Tây Ban Nha: - Catalonia | 1812–1813         |
| Bouches-de-l'Èbre–Montserrat | Barcelone          | Barcelona              | Trước đây là tỉnh Bouches-de-l'Èbre và Montserrat | Trước đây là tỉnh Bouches-de-l'Èbre và Montserrat | 1813–1814         |
| Sègre–Ter                    | Gérone             | Girona                 | Trước đây là tỉnh Sègre và Ter                    | Trước đây là tỉnh Sègre và Ter | 1813–1814         |

Ghi chú:
1. Vị trí của một tỉnh thời Napoleon gồm nhiều phần từ hơn một quốc gia, quốc gia dân tộc có chứa tỉnh lỵ được liệt kê ở đây. Xin hãy mở rộng bảng này để liệt kê tất cả các quốc gia có chứa những phần cụ thể của một tỉnh.
2. Lãnh thổ từng là một phần của  Hà Lan thuộc Áo cũng là một phần của  Đế chế La Mã thần thánh.
3. Địa phận Giám mục Basel từng thuộc Giám mục Hoàng tử (Prince-Bishop) của Đức, đừng nhầm lẫn với  Tổng Basel của Thụy Sĩ kế bên.
4. Lãnh thổ của  Cộng hòa Venezia bị mất vào tay Pháp, trở thành Cộng hòa Septinsular, một nước bị bảo hộ trên danh nghĩa của  Đế quốc Ottoman, từ 1800–07. Sau khi quay về Pháp thành Illyrian Provinces, các lãnh thổ này sau đó trở thành một nước do Anh bảo hộ, với tên gọi  Hợp chúng quốc quần đảo Ionian
5. Maastricht từng là một nước công quản của  Cộng hòa Hà Lan và Huy hiệu của Địa phận Giám mục Liège Địa phận Giám mục Liège.
6. Vào ngày 6 tháng 6 năm 1805, do kết quả của sự sáp nhập  Cộng hòa Liguria (quốc gia kế thừa bù nhìn của  Cộng hòa Genoa), Tanaro bị hủy bỏ và lãnh thổ của nó được chia ra giữa các tỉnh Marengo, Montenotte và Stura.
7. Trước khi trở thành một département Apennins,  Cộng hòa Genoa từng được chuyển thành quốc gia kế thừa bù nhìn,  Cộng hòa Liguria.
8. Trước khi trở thành département Arno,  Đất đại công tước Tuscany được chuyển thành quốc gia kế thừa bù nhìn,  Vương quốc Etruria.
9. Trước khi trở thành département Taro,  Đất công tước Parma và Piacenza được sáp nhập vào  Cộng hòa Cisalpine cho đến năm 1802,  Cộng hòa Ý, từ năm 1802 đến 1805 và  Vương quốc Ý, từ năm 1805 đến 1808.
10. Rome từng được biết đến với tên département du Tibre cho đến 1810.
11. Trước khi trở thành départements Bouches-du-Rhin, Bouches-de-l'Escaut, Bouches-de-la-Meuse, Bouches-de-l'Yssel, Ems-Occidental, Frise, Yssel-Supérieur và Zuyderzée, những lãnh thổ này của  Cộng hòa Hà Lan được chuyển thành một quốc gia kế thừa bù nhìn, Cộng hòa Batavia (1795–1806), rồi những lãnh thổ nào chưa được sáp nhập (tất cả trừ hai départements đầu tiên ở đây), cùng với  Đất bá tước Đông Frisia thuộc Phổ, được chuyển thành một quốc gia bù nhìn khác,  Vương quốc Hà Lan.
12. Trước khi trở thành département Simplon,  République des Sept Dizains được chuyển thành République du Valais cách mạng (16 tháng 3 năm 1798) rồi nhanh chóng trở thành (vào ngày 1 tháng 5 năm 1798)  Cộng hòa Helvet bù nhìn cho đến năm 1802 khi nó trở thành Cộng hòa Rhodan độc lập.
13. Trong vài tháng trước khi thành lập Lippe, quận Rees và Münster là một phần của Yssel-Supérieur, arrondissement Steinfurt là một phần của Bouches-de-l'Yssel và arrondissement Neuenhaus là một phần của Ems-Occidental.